# Toulouse-Luchon-Toulouse
Toulouse-Luchon-Toulouse est une ancienne course cycliste française disputée entre Toulouse et Bagnères-de-Luchon, dans le département de la Haute-Garonne. Après une première édition en 1891, elle a été disputée annuellement de 1900 à 1903, avant une dernière édition en 1927. Avec deux victoires, Hippolyte Aucouturier est le coureur le plus titré sur l'épreuve.

## Palmarès
| Année | Vainqueur             | Deuxième          | Troisième             |
| ----- | --------------------- | ----------------- | --------------------- |
| 1891  | Jean Bonhoure         | Jules Bouillières | Jules Chabrol         |
| 1900  | Hippolyte Aucouturier | Ambroise Garin    | Michel Frédérick      |
| 1901  | Édouard Wattelier     | Jean Fischer      | Pierre Chevalier      |
| 1902  | Louis Trousselier     | Henri Gauban      | Hippolyte Aucouturier |
| 1903  | Hippolyte Aucouturier | Édouard Wattelier | Henri Gauban          |
| 1927  | Florent Vandenberghe  | Paul Fontanel     | Marcel Gleyroux       |